# Kick Off 2
Kick Off 2 is een computerspel dat werd ontwikkeld en uitgegeven door Anco Software. Het spel kwam in 1990 uit voor verschillende homecomputers. In 1991 volgende een release voor de SNES. Met het sportspel kan de speler voetbal spelen. Het veld wordt van bovenaf weergegeven.

## Platforms
| Jaar | Platform                                                     |
| ---- | ------------------------------------------------------------ |
| 1990 | Amiga, Amstrad CPC, Atari ST, Commodore 64, DOS, ZX Spectrum |
| 1991 | SNES                                                         |

## Ontvangst
| Beoordeeld door                | Platform     | Datum          | Score |
| ------------------------------ | ------------ | -------------- | ----- |
| The One                        | Amiga        | juli 1990      | 96%   |
| Computer and Video Games (CVG) | Amiga        | december 1990  | 96%   |
| Your Amiga                     | Amiga        | augustus 1990  | 94%   |
| The Games Machine (GB)         | Amiga        | augustus 1990  | 92%   |
| CU Amiga                       | Amiga        | augustus 1990  | 90%   |
| Obligement                     | Amiga        | december 2007  | 90%   |
| Amiga Joker                    | Amiga        | juli 1990      | 88%   |
| Amiga Computing                | Amiga        | september 1990 | 81%   |
| Power Play                     | Commodore 64 | december 1990  | 60%   |
| ASM (Aktueller Software Markt) | SNES         | november 1991  | 33%   |